# Maximilian von Kerckerinck zur Borg
Maximilian Friedrich Anton Hubert Maria Freiherr von Kerckerinck zur Borg (* 10. Juni 1829 in Münster; † 21. Mai 1905 ebenda) war ein preußischer Verwaltungsjurist und Landrat des Kreises Ahaus von 1861 bis 1874.

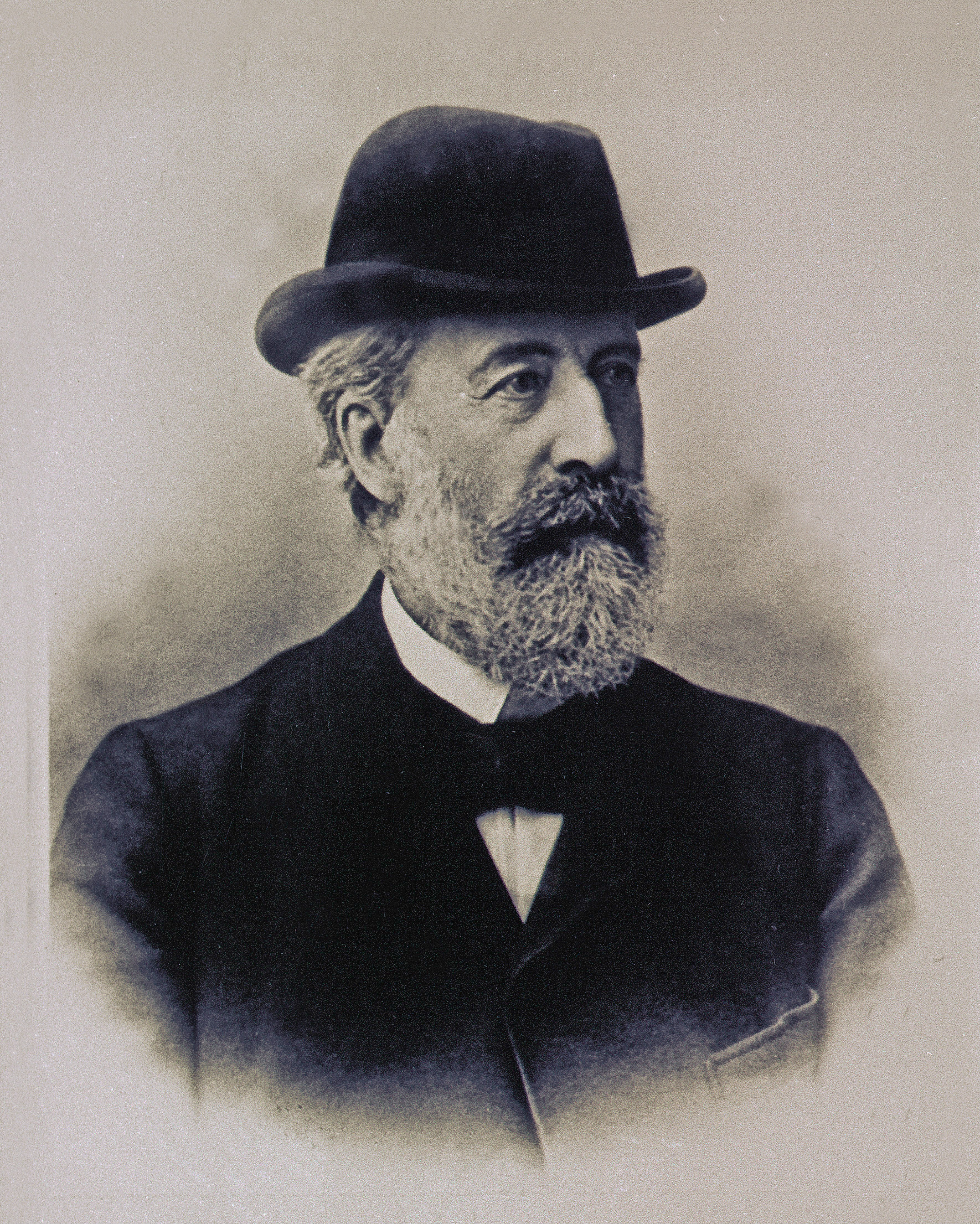
Maximilian Freiherr von Kerckerinck zu Borg, Landrat des Kreises Ahaus

## Leben

### Herkunft und Familie
Von Kerckerinck zur Borg entstammte als Sohn der Eheleute Engelbert Freiherr von Kerckerinck zur Borg und Franziska Freiin von Ascheberg zur Venne einem münsterschen Erbmännergeschlecht, das 1710 in den Reichsfreiherrnstand erhoben wurde. Am 18. Juni 1868 hatte er in Münster Theresia Freiin von Fürstenberg (* 1841, † 1917), Tochter von Clemens Maria Franz Walpurgis von Fürstenberg (* 1791, † 1891) und Antonia von Weichs zur Wenne (* 1808, † 1891) geheiratet. Vier Kinder gingen aus dieser Ehe hervor. Ihr Sohn Engelbert von Kerckerinck zur Borg war Vorsitzender des Westfälischen Bauernverbandes. Ihre Tochter Maria war eine bekannte Vorkämpferin im Katholischen Frauenbund. 

### Beruflicher Werdegang
Den ersten Schulunterricht erhielt er durch Privatlehrer im Elternhaus. Seit 1842 besuchte er das Gymnasium Münster und erwarb am 30. August 1849 das Reifezeugnis. An den Universitäten Würzburg, Heidelberg, Bonn und Berlin studierte er Jura und Cameralia und legte im September 1852 die Prüfung zum Auskultator beim Appellationsgericht Münster ab. Seinen Militärdienst leistete er 1852/1853 als Einjährig-Freiwilliger in einem Artillerie-Regiment und war Landwehroffizier. Während der Mobilmachungen 1855 und 1859 nahm er an Landwehrübungen teil.
Im März 1855 zum Gerichtsreferendar ernannt, wechselte er zur Verwaltung und legte am 18. April 1856 die Prüfung zum Regierungsreferendar bei der Regierung Münster „mit Auszeichnung“ ab. 1858 wurde er vorübergehend mit der Verwaltung des Landratsamtes Steinfurt beauftragt. Im Frühjahr 1859 absolvierte er eine Ausbildung in der Domänenverwaltung der Bezirksregierung Potsdam mit dem Ergebnis, dass er zur höheren Staatsprüfung zugelassen wurde. Vor Ablegung der Prüfung wurde er am 30. Mai 1860 als erster Kandidat für das Amt des Landrats des Kreises Ahaus gewählt und am 27. April 1861 zum Landrat ernannt. In diesem Amt – der Amtssitz war im Gut Sondershaus in Ahaus – blieb er bis zur Entlassung aus dem Staatsdienst am 30. März 1874. Der Beginn des Kulturkampfes 1872 in Westfalen setzte seinem Wirken ein Ende. Die preußische Regierung ließ mehr als die Hälfte der Landratsämter in der Provinz Westfalen mit protestantischen bürgerlichen Landräten besetzen.
Von Kerckerinck zur Borg war von 1877 bis 1885 Mitglied des Provinziallandtags der Provinz Westfalen.

### Auszeichnungen
- Roter Adlerorden III. Klasse mit der Schleife.
- Ehrenbürger der Stadt Ahaus